# Dán gyarmatosítás Amerikában

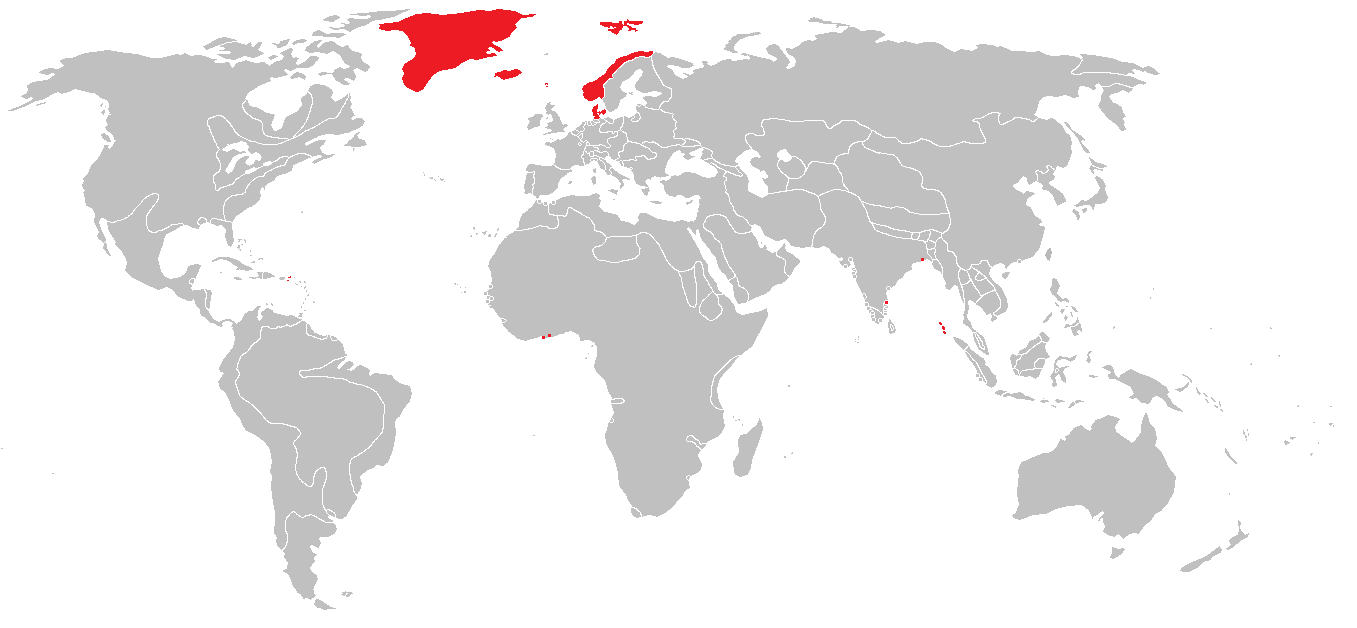
Dánia–Norvégia gyarmatai 1800 körül.

A 17. és 20. század között Dánia több más európai nagyhatalomhoz hasonlóan gyarmatbirodalommal rendelkezett, melynek jelentős része Amerikában volt.
A 17. és 18. század fordulóján dánia–norvégiai felfedezők, tudósok, kereskedők és telepesek gyarmatosították Dán Nyugat-Indiát, a mai Amerikai Virgin-szigeteket. Emellett 1721-től a dánok Grönland délnyugati részén újrakezdték a sziget birtokbavételét (Grönland ma a Dán Királyság autonóm tartománya).
Dánia 1672-ben Saint Thomas, majd 1683-ban Saint John szigetén alapított gyarmatot (utóbbi fennhatóságáért 1718-ig küzdöttek a britekkel), 1733-ban pedig Saint Croix-t vették meg Franciaországtól. A 18. században a Virgin-szigeteket egy brit és egy dán területi egységre osztották. A dán fennhatóság alá tartozó szigeteket a Dán Nyugat-indiai Társaság irányította, ám 1755-ben a dán király vette át a kormányzást.
A 18. és 19. században a szigetek gazdaságát a cukornád uralta, amit rabszolgamunkával dolgoztak fel. Kialakult egy kereskedelmi háromszög, melyben a dán ültetvényesek afrikai rabszolgákat vettek, a feldolgozott cukrot pedig Dániába szállították. Bár a dánok 1803-ban eltörölték a rabszolgakereskedelmet, maga a rabszolgaság – a rabszolgák brit szigetekre való tömeges szökése és erőszakmentes ellenállása mellett – még 1848-ig fennállt. A Dán Virgin-szigeteken kalózok is tanyáztak. A dánok támogatták a brit és holland telepeseket, akik idővel a legnagyobb nem rabszolgasorban élő csoportokká váltak. Nyelvük túlsúlyban volt, ezért a dán kormányzat 1839-ben úgy határozott, hogy a rabszolgák gyermekeinek angol nyelvű iskolába kell járniuk. A gyarmat népessége az 1840-es és 1850-es években volt a legnagyobb, ezután viszont a gazdasági visszaesés következtében megnőtt a kivándorlók száma, a népességfogyás pedig a szigetek USA-hoz való kerülése után is folytatódott. 1880-ban Dán Nyugat-Indiának 34 000 lakosa volt.
1868-ban a sziget lakói megszavazták, hogy a szigeteket az USA-nak adják el, ám döntésüket visszautasították. 1902-ben Dánia visszautasított egy amerikai ajánlatot. Az USA végül 1917-ben vásárolta meg a szigeteket, melyek gazdasága a rabszolgaság eltörlése óta folyamatosan romlott.